# 環甲膜切開術

環甲膜切開術施行部位。進行環甲膜切開術時，將喉結下方，環狀軟骨與甲狀軟骨之間的環甲膜切開或戳開，以放置通氣用管道。

環甲膜切開術（英語：cricothyrotomy，又稱cric、crike、thyrocricotomy、cricothyroidotomy、inferior laryngotomy、intercricothyrotomy、coniotomy或emergency airway puncture）是在環狀軟骨與甲狀腺軟骨之間，穿過皮膚與環甲膜，建立緊急氣道，以挽救危及生命的呼吸道阻塞（如異物、血管性水肿或嚴重顏面創傷）。環甲膜切開術大多是在經氣管插管不可能或有禁忌症的情況下，建立呼吸道的最後手段。進行環甲膜切開術比標準氣管切開術更快與容易，施行時不需要調整頸部位置，併發症也較少。
不過環甲膜切開術只是危急時拯救生命的緊急與臨時手段，以爭取時間與機會，建立安全而穩定的呼吸道。

## 适应症
為病人建立呼吸道還有其他選擇，例如標準气管插管和快速誘導插管，故一般說來環甲膜切開術是其他方法不適合或失敗時的最後緊急手段，其約占所有急诊插管术的1％，大多用于外伤病人。
一般適應症如下：
- 无法插管
- 无法通气
- 无法维持SpO2>90％
- 严重外伤導致無法經口腔或鼻進行氣管內插管

## 禁忌症
- 難以由體表判斷正確部位（环甲膜）
- 局部解剖構造异常，例如肿瘤或严重的甲状腺肿
- 气管遭横切
- 因感染或外伤导致的急性喉部疾病
- 12岁以下的小孩（不過可嘗試經針頭放置10–14号导管建立呼吸道）

## 步驟
法国外科医生兼解剖学家费利克斯·维克·阿齐尔（FélixVicq-d'Azyr）于1805年描述本術式。 手術部位通常選擇於喉結下方以縱向切开皮膚切口，接著在環甲膜上進行横向切開，在來經由此切口插入內徑6或7公厘的气切管或氣管內管，將氣囊充氣，固定管路。聽診双侧肺部並观察胸部起伏以判斷管路位置，也可使用超音波判斷氣管內管的位置（尤其是在病人使用颈圈之時）。

## 针刺環甲膜切開術
针刺环甲膜切开术並未使用刀片進行切開，而是使用大號的針（10至14號）進行穿刺並放置導管。但此術提供的氣流有限，且病人仍須有自發呼吸以吸入與排出氣體。經由此類導管使用高压將氧气输送到肺部被认为屬於传统的通气形式，称为经皮经气管通气（percutaneous transtracheal ventilation，PTV）。

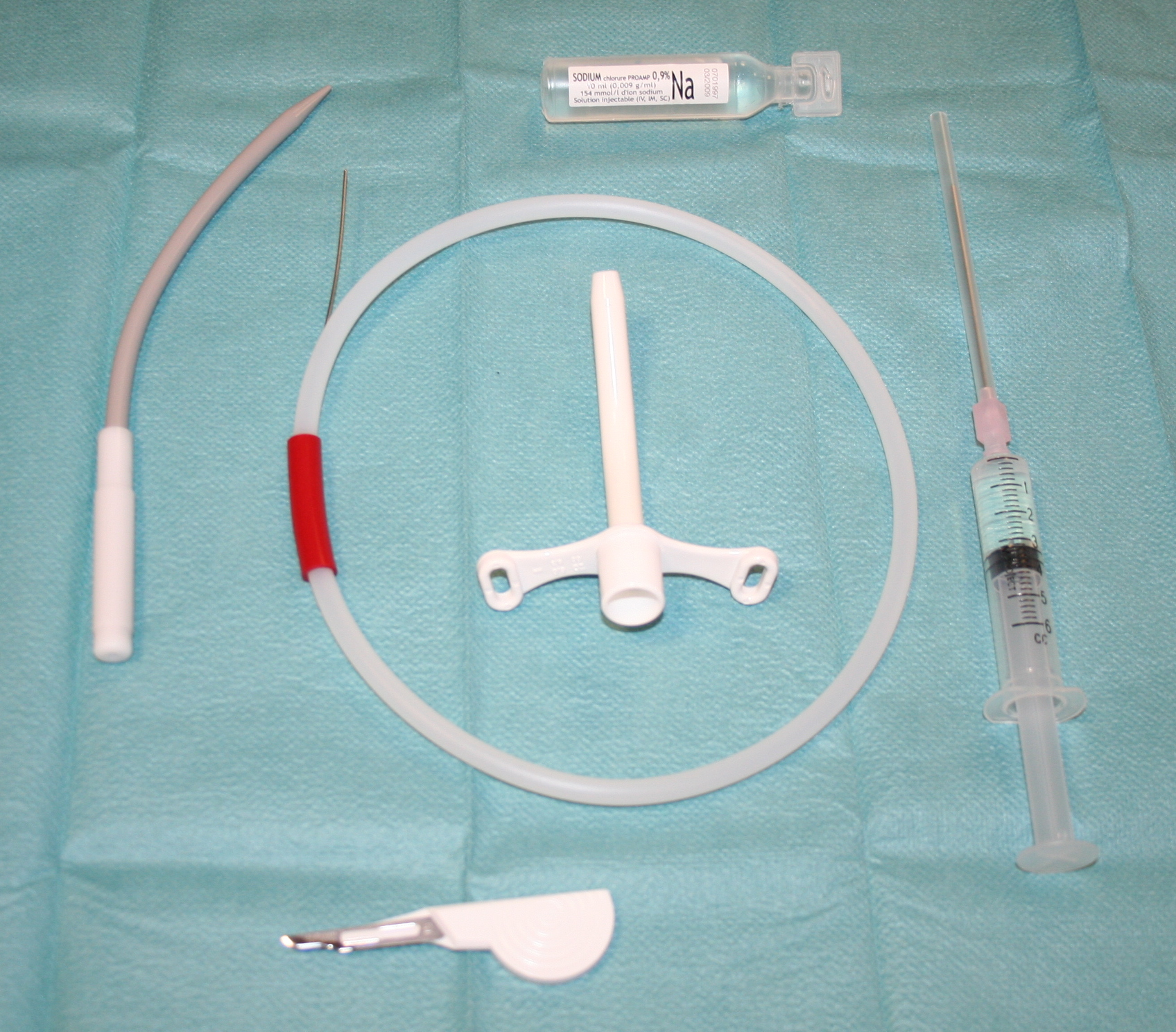
環甲膜切开术套組